# Voyage aux pays du coton
Voyage aux pays du coton es el título de un libro de Erik Orsenna, que desarrolla una investigación y en paralelo la narración de un viaje, en el que se sigue las distintas transformaciones del algodón (desde la producción en base al cultivo de Gossypium, hasta la industrialización y la comercialización). En esta obra, el autor describe los circuitos del algodón en el mundo globalizado, planteando precisamente una posición crítica respecto de la mundialización, sobre la base de las impresiones de un viaje, y sus encuentros con plantadores, industriales, negociantes y otros lobbyistas.

## Resumen
El viaje comienza en Mali, en la Compagnie malienne pour le développement du textile (CMDT). Las donaciones de vestimentas procedentes de occidente, tienen fuerte impacto en la industria textil de varios países africanos.
Y el periplo se termina en Francia, en Los Vosgos, en la empresa Decouvelaere, que con muchas dificultades intentaba resistir a la concurrencia asiática sobre la base de nuevos tejidos.
Entre estas dos instancias, también se describe una visita en Estados Unidos, a la National Cotton Council (NCC), uno de los lobbies estadounidenses más fuertes en el área del algodón, oportunidad que el autor aprovecha para criticar la política subvencionista estadounidense a sus cultivadores, así como la enorme presión sobre los precios ejercida por la gran distribución, y así como el funcionamiento de la OMC (Organización Mundial de Comercio).
El autor en su obra además da cuenta de otras visitas, en Brasil al Mato Grosso y a su algodón manipulado genéticamente, en China, en Uzbekistán a Tachkent, etc…
Dentro del panorama general para esta producción, sin duda Europa se muestra completamente sobrepasada.
Se destaca que esta obra puede ser interesante a muchos diferentes tipos de lectores, a los militantes ecologistas y antiglobalización por la crítica al imperialismo ejercido por las grandes potencias, a los amantes de los viajes por el periplo circunsterrestre que es narrado, y a los científicos y especialistas por los aspectos técnicos de la producción y por sus efectos inducidos. La obra evita recargar al lector con una pesada terminología técnica, por lo que este escrito es ideal para el abordaje de los problemas ligados a la « globalisation », lo que sin duda de una u otra forma marcará a las futuras generaciones.